# Висока ренесанса у Италији
Висока или развијена ренесанса (или чинквеченто, итал. Cinquecento) је врхунац ренесансе у периоду од 1500. године до прве половине 16. века.

## Време и настанак
Висока ренесанса је време када се престају утврђивати градови јер су настали топови с експлозивним пуњењем и одбрамбени зидови постају сувишни. Војска излази из градова и окршаји се одвијају на отвореном простору. Јачају монарси који постају моћни, снажни, богати и способни бранити територијални интегритет целе државе. Граде се културне и научне институције, књижаре, галерије, музеји. Развија се наука, посебно математика, физика и астрономија (Никола Коперник, Галилео Галилеј, Ђордано Бруно), које говоре против геоцентричног система. Јачају градови као Рим, а поготово Венеција која је трговином, ратовима, али и демократским изборима међу племством и захваљујући превласти на Средоземљу постала најјача сила у Европи. Тако, 1500. године, на врхунцу моћи Венеције, нико није слутио да је то и почетак њеног краја јер се трговина већ пребацивала на релацију Европа-Америка (Кристифор Колумбо је открио Америку 1492. године).
Друштвено-социјална децентрализација власти започиње реформом римокатоличке цркве познатом под именом протестантизам (Мартин Лутер 1517. године –95 теза). Немачка аристократија увелико прихвата протестантизам и ствара аутономне, апсолутистичке кнежевине и војводства. Свештеници мењају начин живота, имају своје жупе, не граде се скупоцене цркве, укидају се церемоније и престаје се трошити на скупоцена уметничка дела. Библија се преводи на немачки језик и постаје прва књига немачке књижевности.
Током 16. века „Висока ренесанса“ је у Фиренци наставила продукцију великих уметника; али центар италијанске уметности је постао Рим, где су амбициозне папе Лав X и Јулије II славили град славећи себе. У Риму делује Донато Браманте (1444-1514) који гради Темпијето (мали храм) – објекат је мали (висина 9m), кружни са шеснаест ступова, два спрата са куполом, лантерном и апсолутно је симетричан. По складу и симетрији називају га "Партеноном“ новога века.
У време када се изразито поштовао субјективизам и индивидуализам свакога уметника, толико да се стварао култ генија, уметници су желели да се изражавају посебно и да при томе остављају посебан утисак на посматраче дела. То је време када је владала идеја генијалног уметника, појединца надахнутог од Бога, који је био успешан у различитим врстама уметности – универзални човек' (тал. hommo universalis). Високу ренесансу персонифицирају три највећа уметника свих времена: Леонардо да Винчи, Микеланђело и Рафаел Санзио де Урбино.

## Три генија
Ренесансни идеал универзалног човека утеловио је Леонардо да Винчи (1452-1519). У њему су научна радозналост и моћна интелигенција биле складно спојене с љубављу према природи и јасним осјећањем за њене тајне. Инжењер, научник, музичар, сликар и скулптор- Леонардо је студирао све, од кретања воде до унутрашњег склопа људског тела, направио је цртеже летећих машина, брана, зграда, опсадних оружја, све је нацртано и описано у његовим бележницама.
На слици „Мајка Божја с Дететом, св. Аном и јагњетом“ можемо препознати све карактеристике његовог сликарства: ликови су увек распоређени у неком геометријском односу - пирамидална композиција, постепено моделирање ликова који као да излазе из неке магле (итал. sfumato), валерско сликање уз употребу контраста светло-тамног (итал. chiaro-scuro). 
Леонардо је насликао и најпознатију слику на свету – Мона Лиза. То је чудесан портрет жене која се тајанствено смеши (архајски осмех) испред растаљеног пејзажа камења и река. Портрет жене је јако идеализован иако је настао по стварном моделу и у тој равнотежи лежи тајанственост ове слике.
Други важан архитекта cinquecenta, још славнији као скулптор и сликар, је Микеланђело (1475-1564). Његов гениј и његови велики подухвати у свим уметностима учинили су га идолом многих генерација уметника.
Монументалност постиже рано већ својом скулптуром Давида који је био симбол слободарске фирентинске републике. Страховита снага и напетост зраче из тела ове скулптуре. У својим делима је изражавао своје филозофске и етичке погледе. То се најбоље види у његовом циклусу скулптура Робови, где је људско тело схваћено као тамница духа. Микеланђелова уметност је драматична, напета и нападна.
Он је одговоран за преуређење Брамантеовог нацрта цркве Св. Петра у Риму и за решавање њене куполе коју је направио тако да доминира грађевином. Она представља врхунац високе ренесансе, прелазно раздобље маниризма и изразите елементе будућег стила Барока.
Папа Јулије II поверава Микеланђелу осликавање плафона Сикстинске капеле 1508-1512. Фреске на плафону Сикстинске капеле у Ватикану омогућиле су му да изрази своју визију. То је панорама Библијске историје од настанка света надаље. Тридесет година касније Микеланђело је насликао Посљедњи суд изнад олтара капеле – нападно и грозничаво дело које је поседовало колоризам маниризма и било је испуњено снажним облицима подвлачећи контекст проклетства.
Рафаел (1483-1520) је мајстор склада, његова је уметност лирска и драмска. Као младић отишао је у Фиренцу и на њега су велики утицај извршили Леонардо и Микеланђело. Рафаел је најрепрезентативнији сликар ренесансе који је у своје сликарство уклопио све дотадашње спознаје и искуство уметности (нпр. "chiaro-scuro", "sfumato" и прорачунате композиције од Леонарда, и карактерност и волуминозност ликова од Микеланђела). Управо због тога, његова уметност ће бити највише копирана кроз векове који следе као истињска ренесанса.
Док је Микеланђело радио на плафону Сикстинске капеле, Рафаел је сликао фреске у Ватиканским полу-јавним собама, тзв. Stanze (око 1510). Атинска школа, Свети разговори и Поетика су славна ремекдела која представљају врхунске дисциплине које су се поштовале у ренесанси: филозофију, религију и уметност. Прелепо компоновани, јасни и мирни, они зраче спокојношћу.
Био је и изврстан портретист. Развио је свој начин сликања богородице- чисту и идеализирану. Насликана на његов начин који сублимира искуства ренесансе постаће модел за генерације сликара који следе.

## Венецијанска ренесанса
За разлику од „интелектуалног“ сликарства Фиренце и Рима, у Венецији је настала уметност у којој је боја важнија од линија. Осветљење је пресудно и препознатљиво у овом сликарству. То је уметност уметника као што су: Ђовани Белини, Ђорђоне, Тицијан и др.